# Granatnik M75
M75 – amerykański granatnik automatyczny używany jako broń lotnicza, skonstruowany w 1958 roku. Wchodził w skład systemów uzbrojenia M5 (instalowany na UH-1A i UH-1C, ACH-47), M28 (instalowany na AH-1G). Wyprodukowano ok. 500 granatników M75. Później zastąpił go M129.
M75 był bronią automatyczną, napędową. Automatykę napędzał za pomocą wałka giętkiego silnik elektryczny. Silnik napędzał koło zębate obracające umieszczony z boku broni bęben sterujący, Na obwodzie bębna znajdowała się krzywka współpracująca z występem lufy. Obrót bębna powodował przesunięcie lufy do przodu, przesunięcie taśmy o jeden nabój, a następnie cofnięcie lufy która nasuwała się na podany nabój, Następnie następował strzał i cykl się powtarzał. Łuski i zużyte ogniwa taśmy były wypychane z broni przez kolejny podawany nabój. Granatnik był zasilany przy pomocy taśmy M16 amunicją 40 × 53 mm. Szybkostrzelność teoretyczna M75 była równa 215–235 strz./min.